# آودیو اسلیو
آدیو اسلیو (به انگلیسی: Audioslave) یک گروه هارد راک امریکایی است که در سال ۲۰۰۱ تشکیل شد. این گروه سه آلبوم عرضه کرد که طی آنها چند جایزه گرمی نیز از آن خود کرد و سر انجام در سال ۲۰۰۷ منحل شد.

## اعضا
- کریس کرنل
- تام مورلو
- تیم کامرفورد
- برد وایلک

## آلبوم‌ها
- آدیو اسلیو - ۲۰۰۲
- بیرون از تبعید - ۲۰۰۵
- مکاشفه‌ها - ۲۰۰۶